# Подемос
Подемос (ісп. Podemos, «Можемо!») — політична партія Іспанії, заснована в січні 2014 року. «Подемос» була заснована в січні 2014 групою лівих активістів та інтелектуалів як політичне крило Руху 15 травня, або «Індіґнадос» — іспанського аналога «Захопи Волл-стріт». На початок 2015 року є другою за чисельністю партією країни. Через 4 місяці після заснування Подемос взяла участь у Європейських виборах 2014 року та досягла 5 місць (з 54) у Європарламенті з 7,98% голосів, що перетворило її на четверту за голосами партію в Іспанії. У перші 20 діб подачі заявок, набрала 100.000 членів, перетворившись таким чином на третю за чисельністю партію й на даний час займає друге місце з понад 350.000 членів.

## Структура
Партія організована на принципах горизонтальної координації, щоб відповідати своїм вимогам прямої та партисипативної демократії. Формально партія не має ні центрального офісу, ні керівництва, діючи через своєрідні політичні клуби — представництва прихильників руху, об'єднаних в «кола». Ініціатором створення нової партії, здатної кинути виклик двопартійній системі Народної партії та ІСРП, виступила троцькістська партія «Антикапіталістичні ліві» (Izquierda Anticapitalista). Натхненням для побудови широкої лівої партії для іспанських активістів став успіх грецької Коаліції радикальних лівих (СІРІЗА). Також відзначають вплив на «Подемос» ідеології латиноамериканських лівих рухів і урядів.